# فرودگاه کشتلاچ
فرودگاه کشتلاچ  (به انگلیسی: Kostolac Airport) یک فرودگاه همگانی با کد یاتا KOS است که یک باند فرود چمن دارد و طول باند آن ۷۰۰ متر است. این فرودگاه در کشور صربستان قرار دارد و در ارتفاع ۶۸ متری از سطح دریا واقع شده است.